# Samantha Futerman
 Samantha Futerman (kor. 서맨사 푸터먼; ur. 19 listopada 1987 w Pusan) – amerykańska aktorka koreańskiego pochodzenia.

## Życiorys
W wieku 16 lat Futerman zadebiutowała w filmie fabularnym w 2005 roku główną rolą w The Motel. W tym samym roku Futerman otrzymała swoją rolę w filmie Wyznania gejszy, za który zwróciła międzynarodową uwagę swoją rolą Satsu. Na początku 2007 roku Futerman zagrała drugoplanową rolę w filmie Dear Lemon Lima u boku Meaghan Martin i Melissy Leo. W 2011 roku przeniosła się do Los Angeles, aby rozwijać swoje zainteresowania aktorskie.
W 2012 roku pojawiła się w wideo YouTube High School Virgin. Po obejrzeniu tego wideo, identyczna siostra bliźniaczka Futerman, Anaïs Bordier, z którą została rozdzielona po urodzeniu i o której nie miała żadnej wiedzy, skontaktowała się z Futerman za pośrednictwem Facebooka w dniu 21 lutego 2013 r. Z pomocą dr Nancy Segal dziewczyny przeszły test DNA, który potwierdził, że Futerman i Bordier są w rzeczywistości bliźniakami. W maju 2013 roku dziewczyny po raz pierwszy spotkały się, kiedy Futerman zdecydował się odwiedzić Bordier w szkole w Londynie. Obie siostry nakręciły film dokumentalny o swoim życiu pt. Twinsters, który został wydany w 21 marca 2015.
Futerman i aktorka Jenna Ushkowitz pomogli stworzyć Kindred, fundację popierającą adopcję.

### Życie prywatne
Futerman urodziła się w Pusan w Korei Południowej 19 listopada 1987 r. Jej nazwisko rodowe brzmiało Ra-Hee Chung. Później została adoptowana przez amerykańskich rodziców, Jackie i Judd Futerman i ma dwóch braci. Futerman uczęszczała do liceum w Verona w stanie New Jersey. Następnie wyjechała na Uniwersytet w Bostonie, gdzie uzyskała tytuł licencjata sztuk pięknych.
19 marca 2022 roku Futerman poślubiła Ryana Miyamoto, który wraz z nią wyreżyserował film Twinsters, podczas ceremonii, która odbyła się w Nowym Jorku. 

## Filmografia

### Film
| Rok  | Tytuł                   | Rola                     | Uwagi             |
| ---- | ----------------------- | ------------------------ | ----------------- |
| 2005 | The Motel               | Christine                |                   |
| 2005 | Wyznania gejszy         | Satsu                    |                   |
| 2007 | Dear Lemon Lima         | Nothing Madeline Amigone |                   |
| 2007 | Across The Universe     | Tancerka balowa          | niewymieniony     |
| 2008 | Harold                  | Katy                     |                   |
| 2010 | Stosunki międzymiastowe | Bardzo młody stażysta    |                   |
| 2013 | Nieletni/pełnoletni     | Sally Huang              |                   |
| 2013 | Man-Up                  | Regan                    |                   |
| 2015 | Twinsters               | się                      | film dokumentalny |
| 2021 | From Here               | Jess                     | krótki film       |

### Telewizja
| Rok       | Tytuł                              | Rola           | Uwagi                              |
| --------- | ---------------------------------- | -------------- | ---------------------------------- |
| 2011      | A Gifted Man                       | Monica Lee     | odcinek In Case of Loss of Control |
| 2012      | Do białego rana                    | Riley          | odcinek Daddy Daughter Time        |
| 2012      | Harry's Law                        | Madison Tanaka | odcinek The Contest                |
| 2013      | Słowo na R                         | Lydia Hye      | 2 odcinki                          |
| 2013-2015 | Kroll Show                         | Tunes          | 5 odcinki                          |
| 2014      | Podmiejski czyściec                | Katie          | odcinek About a Boy-Yoi-Yoing      |
| 2014      | Prawo i porządek: sekcja specjalna | Annie Lin      | odcinek Pattern 17                 |
| 2015-2016 | John Hughes Ruined My Life         | Sam            |                                    |